# Брсково (тврђава)
Брсково је утврђење које се уздиже 6 km источно од Мојковца. Данас има врло мало надземних остатака који се налазе у густој шуми и високом растињу. У повељама на латинском језику се спомиње од 1254. под именом Brescoa.

## Прошлост Брскова
Брсково је подигнуто да би чувао истоимени рудник који се ту налазио и велики трг при коме су Дубровчани имали своје насеље. Не зна се када је подигнут, али је био једно од најзначајнијих тврђава у држави Првовенчаног и Уроша I због свог рудног богатства. У њему је Урош населио Сасе и отпочео живо рударство у српској држави. Постојале су колоније Дубровчана, Которана, Саса и Срба. У њему је кован и први новац пре 1277. године. После 1350. године изгледа да је рудно богатство Брскова истрошено и оно губи на значају. Турци га освајају 1399. године. 1433. се спомиње као незнатно место.

## Остаци утврде
Град је подигнут на узвишици над Таром, на висини од око 1200 m надморске висине., док се Мојковац, који се под њим простире, налази на око 850 m. На самом врху се назиру темељи издужене основе, док на ширем простору узвишења има остатака грађевина (сашка црква).